# Steve Wilks
Steven Bernard Wilks (Charlotte (Carolina del Nord), 8 agosto 1969) è un ex giocatore di football americano e allenatore di football americano statunitense nella National Football League (NFL).

## Carriera
Wilks giocò per una stagione nell'Arena Football League nel 1993 con i Charlotte Rage. Dopo avere allenato a livello di college football, debuttò nel 2006 come allenatore dei defensive back dei Chicago Bears. Dal 2009 al 2011 occupò lo stesso ruolo ai San Diego Chargers, prima di passare ai Carolina Panthers. Nel 2017, nell'ultima stagione con la squadra, fu promosso come coordinatore difensivo.
Il 22 gennaio 2018, Wilks fu assunto come capo-allenatore degli Arizona Cardinals. La sua esperienza durò tuttavia una sola stagione, in cui la squadra terminò con il peggior record della lega, 3-13..

## Record come capo-allenatore
| Squadra | Anno   | Stagione regolare | Stagione regolare | Stagione regolare | Stagione regolare | Stagione regolare | Playoff | Playoff | Playoff   |
| Squadra | Anno   | V                 | S                 | P                 | %                 | Division          | V       | S       | Risultato |
| ------- | ------ | ----------------- | ----------------- | ----------------- | ----------------- | ----------------- | ------- | ------- | --------- |
| ARI     | 2018   | 3                 | 13                | 0                 | .188              | 4° nella NFC West | -       | -       | -         |
| Totale  | Totale | 3                 | 13                | 0                 | .188              |                   | -       | -       |           |